# Hypsiglena jani
Hypsiglena jani là một loài rắn trong họ Rắn nước. Loài này được Dugès mô tả khoa học đầu tiên năm 1865.

## Hình ảnh